# Zillis
Zillis est un village et une ancienne commune du canton des Grisons, en Suisse.

## Histoire
Situé à l'entrée des gorges de la Viamala, le site de Zillis est habité depuis l'époque gallo-romaine comme en témoignent un habitat romain, une nécropole du VIe siècle et plusieurs pièces de trésor monétaire du milieu du Xe siècle découverts sur place. Le village est mentionné tout d'abord par son église qui fut donnée en 940 par Otton Ier à l'évêque de Coire qui possédait le reste de la vallée de Schams. Le village connut un important développement grâce au trafic de transit par le Splügen et le col du San Bernardino jusqu'à l'ouverture du tunnel ferroviaire du Saint-Gothard en 1882 qui provoqua une crise économique importante dans toute la région.
En 1875, la commune fusionne avec sa voisine de Reischen dans la nouvelle commune de Zillis-Reischen.

## Patrimoine bâti
L'église Saint-Martin et la grotte contenant un site archéologique romain, sont inscrites comme biens culturels d'importance nationale.